# Lido Pimienta
Lido Maria Pimienta Paz (Barranquilla, 1986) è una musicista, cantante e cantautrice canadese di origine colombiana.
È salita alla ribalta dopo che il suo album del 2016, La Papessa, ha vinto il Polaris Music Prize 2017 da 50.000 dollari. La sua musica incorpora una varietà di stili e influenze, inclusi stili musicali tradizionali indigeni e afro-colombiani come la Cumbia e il Bullerengue, nonché synthpop contemporaneo e musica elettronica.

## Biografia
Originaria di Barranquilla, in Colombia, è poi immigrata in Canada, stabilendosi a London, nell'Ontario, prima di trasferirsi a Toronto, dove attualmente risiede. Suo padre morì quando lei aveva sei anni.

## Carriera
Pimienta ha pubblicato il suo album di debutto, Color, nel 2010. L'album è stato prodotto da Michael Ramey, all'epoca marito di Pimienta, ed è stato pubblicato dall'etichetta musicale, con sede a Los Angeles, KUDETA. Dopo che Pimienta e Ramey si sono separati, Pimienta ha preso tempo per conseguire una laurea in critica artistica, oltre a imparare di più sulla produzione musicale, prima di pubblicare il suo secondo album, La Papessa, nel 2016. Nello stesso anno, ha collaborato con A Tribe Called Red su diversi brani per il loro album del 2016 We Are the Halluci Nation.
Dopo l'uscita del suo album sperimentale La Papessa, autoprodotto, le è stato assegnato il Polaris Music Prize 2017 da 50.000 dollari, considerato il miglior premio musicale della giuria del Canada. Il The Globe and Mail l'ha definita "il futuro del rock and roll canadese" e l'ha soprannominata "l'artista dell'anno".
Ci sono state polemiche sulla sua esibizione al festival musicale Halifax Pop Explosion il 19 ottobre 2017. Pimienta, come spesso fa durante i suoi concerti, ha invitato le "ragazze di colore" ("brown girls") nelle prime file e ha chiesto alle ragazze bianche di andare più dietro. Alcuni membri del pubblico bianco hanno visto la richiesta come razzista ed una fotografa volontaria bianca ha rifiutato di spostarsi dal suo posto vicino al palco. Quando, dopo ripetute richieste, la fotografa ha rifiutato di spostarsi è stata esclusa dallo spettacolo e in seguito gli organizzatori del festival si sono scusati con Pimienta, dicendo che avrebbero aumentato "la formazione contro l'oppressione e il razzismo".
Oltre a lavorare come musicista, Pimienta è anche artista visiva e il suo lavoro è stato descritto come esplorare "la politica di genere, razza, maternità, identità e la costruzione del paesaggio canadese in America Latina"; il suo lavoro è stato esposto nella mostra collettiva FEMINISTRY IS HERE alla galleria Mercer Union di Toronto..
Nel 2020 ha pubblicato Miss Colombia, il suo album in studio successivo al suo pluripremiato album La Papessa. Il titolo è un riferimento all'incidente nel concorso di bellezza Miss Universo 2015, che ha suscitato l'indignazione del popolo colombiano. Questo l'ha spinta a riflettere su molte cose come la sua eredità e orgoglio colombiani, e l'ha fatta cadere in depressione. Molti temi e idee che circondano l'album, Miss Colombia, sono una riflessione su questo oltraggio e depressione, come affermato da GET IN HER EARS una "vivace celebrazione (e critica) della sua eredità colombiana"

## Vita privata
Pimienta si identifica come queer. È di origine mista afro-colombiana e wayuu. È un genitore single.

## Discografia
- Color (2010)
- La Papessa (2016)
- Miss Colombia (2020)
- La Belleza (2024)

## Premi e nomination
| Anno | Premio              | Categoria                                    | Candidatura / Album | Risultato |
| ---- | ------------------- | -------------------------------------------- | ------------------- | --------- |
| 2017 | Polaris Music Prize | Polaris Music Prize                          | La Papessa          | Vittoria  |
| 2020 | Polaris Music Prize | Polaris Music Prize                          | Miss Colombia       | candidata |
| 2020 | Latin Grammy Awards | Best Alternative Music Album                 | Miss Colombia       | candidata |
| 2021 | Grammy Awards       | Best Latin Rock, Urban, or Alternative Album | Miss Colombia       | candidata |
| 2021 | Juno Awards         | Recording Package of the Year                | Miss Colombia       | candidata |